# Pierre Ribeaud
Pour les articles homonymes, voir Ribeaud.
Pierre Ribeaud, né le 13 juin 1955 à Grenoble, est un homme politique français.
Il est député PS de la 5e circonscription de l'Isère d'août 2015 à juin 2017. Il est conseiller départemental du canton de Grenoble-2 depuis avril 2015.

## Biographie
En mars 2008, il est tête de liste PS à Saint-Égrève lors des municipales. Il est membre de la commission administrative de la section socialiste locale.
Il est élu conseiller général du canton de Saint-Égrève lors des cantonales de 1998 et est réélu en 2004 et 2011. Il a pour suppléante Mireille Périnel lors des cantonales de 2011.
En juillet 2011, il est réélu à la présidence de l'OPAC 38.
Jusqu'à avril 2015, il est le vice-président du conseil général de l'Isère, chargé de l'économie sociale et solidaire (ESS),,,.
Le 25 février 2015, il devient vice-président de l'Agence de développement économique de l'Isère (AEPI).
En mars 2015, il est élu conseiller départemental, du canton de Grenoble-2 en tandem avec Christine Crifo,,,. Ils ont pour suppléants Anouche Agobian et Sylvain Laval,.
À la suite de la nomination de François Brottes à la présidence du directoire de RTE,, il devient député de la 5e circonscription de l'Isère le 20 août 2015,,. En novembre 2016, il annonce qu'il ne sera pas candidat lors des législatives de 2017.
Il a été vice-président du SMTC chargé du suivi du projet de la ligne E,,.